# Фанега
Фанега (исп. fanega) — старинная испанская мера объёма сыпучих тел. В разное время и в разных областях Испании её точное значение было неодинаковым и могло колебаться в пределах 54-56 л. К примеру, в XVI веке кастильская фанега равнялась 55,5 л и включала в себя 4 квартильи по 3 селемина каждая, разделяющиеся на 4 квартильо по 4 акавиллы (здесь не следует путать квартильи (13,875 л) и квартильо (1,156 л)). Именно кастильская система мер объёма получила в Испании наибольшее распространение и существовала вплоть до перехода на метрическую систему мер.
Вплоть до недавнего времени такая мера объёма, как фанега, иногда использовалась с различными и зачастую сильно отличающимися друг от друга значениями во многих государствах Латинской Америки, несмотря на официально принятую ими метрическую систему мер.
Следует различать фанегу — меру объёма сыпучих тел и фанегу — меру площади (исп. fanega de tierra).